# آلان فودج
آلان فودج (بالإنجليزية: Alan Fudge)‏ مواليد 27 فبراير 1944 في ويتشيتا، الولايات المتحدة - الوفاة 10 أكتوبر 2011 في لوس أنجلوس، هو ممثل أمريكي بدأ مسيرته الفنية سنة 1972. من أعماله إدوارد ذو الأيدي المقصات. امتدت مسيرته الفنية لأكثر من 39 عاما.

## روابط خارجية
- آلان فودج على موقع IMDb (الإنجليزية)
- آلان فودج على موقع ألو سيني (الفرنسية)
- آلان فودج على موقع أول موفي (الإنجليزية)
- آلان فودج على موقع قاعدة بيانات برودواي على الإنترنت (الإنجليزية)
- آلان فودج على موقع قاعدة بيانات الأفلام السويدية (السويدية)
- آلان فودج على موقع إن إن دي بي (الإنجليزية)
- آلان فودج على موقع قاعدة بيانات الفيلم (الإنجليزية)
- آلان فودج على موقع كينوبويسك (الروسية)